# جون دبليو. أليسون
جون دبليو. أليسون (بالإنجليزية: John W. Allison)‏ هو عالم موسيقى أمريكي، (و. 1893 – أكتوبر 1981 م).